# Blow Up Hall 50 50

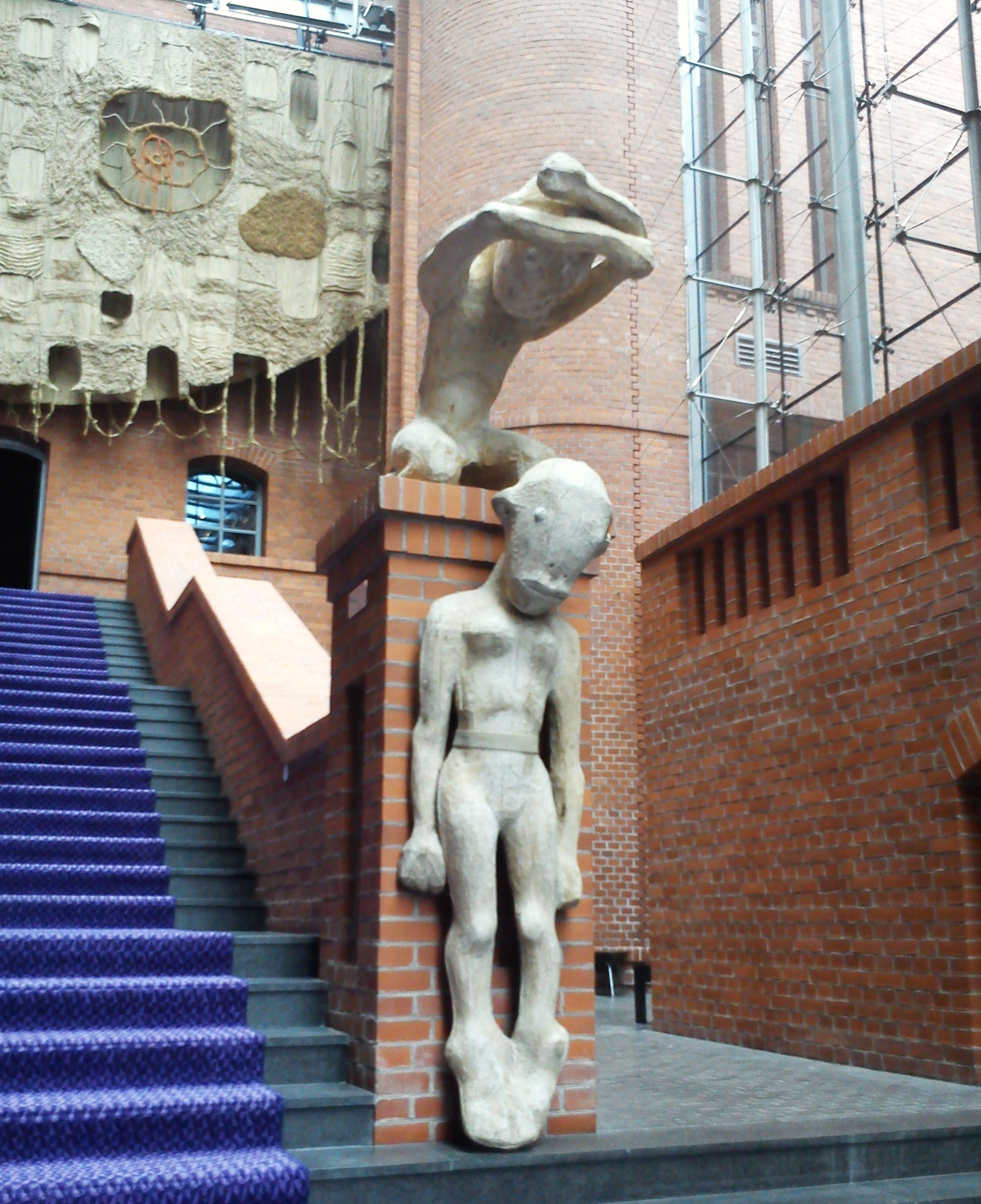
Rzeźby Sylwestra Ambroziaka i Piotra Uklańskiego

Blow Up Hall 50 50 – awangardowy, eksperymentalny, luksusowy hotel (22 pokoje) i galeria sztuki w Poznaniu, stosujący nietypowe zasady obsługi gości, a także posiadający znaczącą kolekcję sztuki współczesnej. Powstał z inicjatywy Grażyny Kulczyk i znajduje się w kompleksie Starego Browaru. Według Benjia Lanyado z The Guardian w 2009 był to najbardziej futurystyczny hotel na świecie.

## Nazwa
Inspiracją nazwy był film włoskiego reżysera Michelangelo Antonioniego Powiększenie (tyt. oryg. Blowup). Jest to też nazwa projektu, wokół którego zaaranżowano hotel – elektronicznej instalacji Rafaela Lozano-Hemmera, artysty, którego prace pokazywano m.in. w Londyńskim Tate Modern, czy na Biennale w Wenecji.
Idea 50 50 jest podstawową osią wszelkich inwestycji Grażyny Kulczyk. Każdy z jej projektów jest wyznaczany w 50% przez sztukę i 50% przez inny pierwiastek, zależnie od specyfiki przedsięwzięcia (np. handel, biznes). W przypadku Blow Up Hall 50 50, pierwiastkiem komplementarnym jest przyjemność.

## Eksperymenty hotelowe
Blow Up Hall 50 50 nie posiada recepcji, a pokoje nie mają numerów. Zamiast kluczy goście otrzymują iPhone, który w połączeniu z ekranami na korytarzach wskazuje drogę do danego pokoju i otwiera drzwi. W hotelu nie ma identycznych pokoi, a ich wyposażenie należy do bardzo awangardowego.

## Kolekcja sztuki
Na terenie obiektu zobaczyć można:
- Blow Up Commission – instalacja Rafaela Lozano-Hemmera,
- VB52.100 – Vanessa Beecroft, fotografia wielkoformatowa,
- VB43.019 – Vanessa Beecroft, fotografia wielkoformatowa,
- fotografia instalacji z San Sebastián – Spencer Tunick,
- zdjęcia wnętrz Paryskiego Archiwum Narodowego – Patrick Tourneboeuf,
- instalacja Irrlichter – Sebastian Hempel, oświetlająca wnętrza po zmierzchu,
- Creampie – fotografia Maurycego Gomulickiego,
- Bez tytułu – rzeźba Sylwestra Ambroziaka,
- Mała biała sukienka oraz Kolorowa sukienka – fotografie Jadwigi Sawickiej,
- Tea Ceremony – fotografia autorstwa Mariko Mori,
- The Year We Made Contact – instalacja Piotra Uklańskiego.

## Przynależność
Blow Up Hall 50 50 należy do Tablet Hotels - organizacji zrzeszającej prestiżowe hotele na świecie.

## Kontrowersje
W 2010 komisja kategoryzująca hotele w Polsce przyznała mu pięć gwiazdek mimo niespełniania przez niego niektórych wymogów określonych w Ustawie o usługach turystycznych.